# Lachnostylis bilocularis
Lachnostylis bilocularis là một loài thực vật có hoa trong họ Diệp hạ châu. Loài này được R.A.Dyer mô tả khoa học đầu tiên năm 1943.